# Дір-Веллі
Дір-Веллі (англ. Deer Valley) — один з найвідоміших гірськолижних курортів штату Юта у США. Курорт розташований у гірському хребті Уосатч за 56 км від міста Солт-Лейк-Сіті. Курорт відомий у всьому світі завдяки своїм висококласним гірськолижним трасам.
Попри велику конкуренцію у цьому регіоні, Дір-Веллі залишається найпопулярнішим, бо часто пропонує те, чого інші не пропонують: безкоштовне паркування, догляд за дитиною, екстримальні траси, прекрасний шопінг у центрі міста і ін. Також Дір-Веллі має більш вдосконалені технології, ніж його сусіди. Наприклад, один підйомник розрахований на 46 500 осіб в годину, що на 50 % більше, ніж у інших курортах. А всього їх є 21 підйомник. Але попри продаж абонементів обмежений — 6500 в день.
Всього у розпорядження курорту 113 трас. 27 % трас — «зелені» (для початківців), 41 % — «сині» (звичайні) і 32 % — «чорні» (для професіоналів і екстрималів). Найдовша траса має 4,5 км. В середньому траси беруть свій початок на висоті 2 км.
Проте курорт є одним із трьох курортів в США, які забороняють катання на сноуборді. Тому часто виникають протести сноубордистів.

## Історія курорту
Катання на лижах у цій долині почалося ще у 1930-х роках, коли тут проводили тематичний фестиваль Park City Winter Carnivals. Перші траси були обладнанні всім необхідним протягом зими 1936-1937 років. Перші підйомники з широкохвойної сосни з'явилися тут ще у 1946 році завдяки спільній праці двох місцевих жителів. До 1969 року цей курорт називався Snow Park Ski Area. А у 1981 році він став приватним курортом з новою назвою — Дір-Веллі (Deer Valley). Загальна площа курорту збільшилася до 820 га, що включають у себе 6 гір.
Deer Valley Resort відкрився в 1981 році з п'ятьма підйомниками: the Burns double (єдиний, який зараз є в оригінальному стані), the Carpenter, Homestake, Sultan, Wasatch triple chairs. The Sterling lift був зведений в 1982 році, а потім Clipper в 1983 році. Перше велике розширення місцевості пройшла в 1984 році з додаванням підйомника Mayflower на Лисій горі (Bald Mountain). Нові підйомники з'являлися у 1991, 1993, 1996 і 1997 роках, а старі замінювалися сучаснішими. У 1998 році до курорту було включено ще дві гори із 8 трасами. З того часу підйомники мало не що два роки змінюються і вдосконалюються. Список послуг щороку розширюється.

## Міжнародні змагання
У 2002 році Дір-Веллі став місцем проведення кількох змагань у рамках Зимових Олімпійських ігор-2002, які тоді приймав Солт-Лейк-Сіті. Три траси курорту тоді були використані для фристайлу (могул і акробатика) і гірськолижного спорту (слалом). Для цього в кінці трас розмістили тимчасові трибуни, розраховані на 10000 глядачів. Проте за змаганнями спостерігало 13300 глядачів, адже багато з них розміщалися по краях траси. Також курорт двічі приймав чемпіонати світу з фристайлу — у 2003 і 2011 роках. Щосезону курорт організовує різні міжнародні і внутрішні змагання з фристайлу і гірськолижного спорту.

## Нагороди
Журнал SKI нагороджував Deer Valley Resort як найкращий гірськолижний курорт протягом п'яти років поспіль: 2007, 2008, 2009, 2010 і 2011. В історії журналу Дір-Веллі є єдиним таким «титулованим» курортом. У 2011 р. курорт отримав перші місця в рейтингах «догляд», «обслуговування», «погода», «харчування» та «проживання». Крім того, Deer Valley потрапив в 10 найкращих в категоріях «сніг» (10), «підйомники» (2), «доступність» (2), «нелижну діяльність» (8), «цифрові програми» (3), «сімейні програми» (2), і «загальну задоволеність» (3).

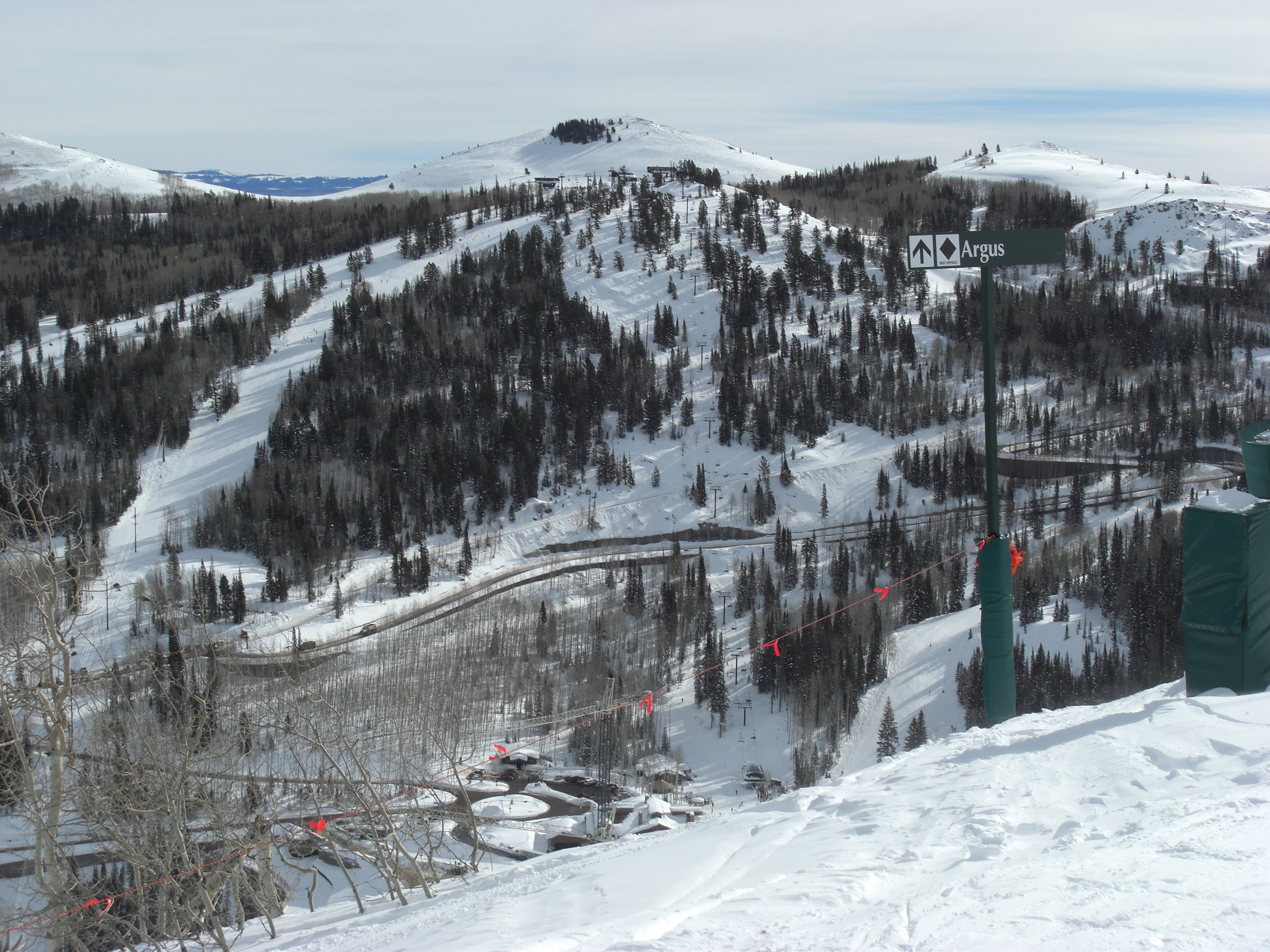
Панорама однієї з гір курорту
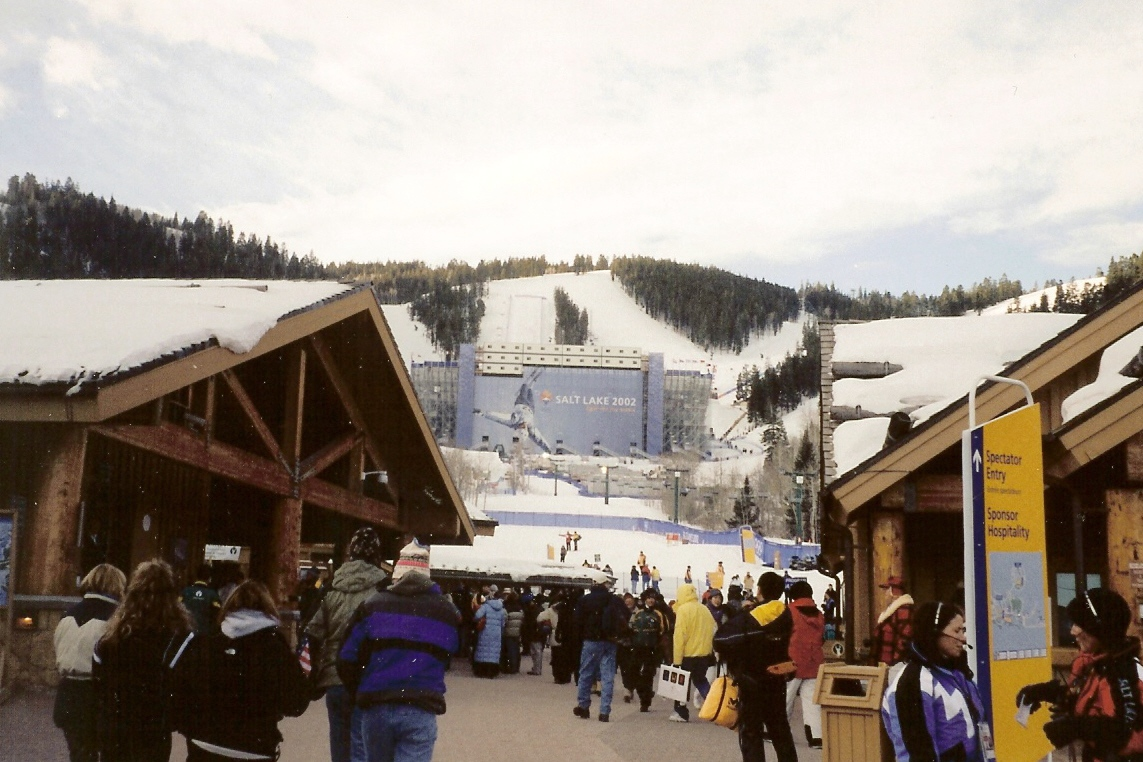
Дір-Веллі під Олімпіади-2002